# لاکستون، استرالیای جنوبی
لاکستون (به انگلیسی: Loxton) یک شهرک در استرالیا است که در District Council of Loxton Waikerie واقع شده‌است.